# Nadolol
Nadololul este un medicament din clasa beta-blocantelor, fiind utilizat în tratamentul unor afecțiuni cardiace. Calea de administrare disponibilă este cea orală. Este un beta-blocant neselectiv.
Molecula a fost patentată în 1970 și a fost aprobată pentru uz medical în anul 1978. Este disponibil sub formă de medicament generic.

## Utilizări medicale
Nadololul este utilizat în:
- hipertensiunea arterială esențială;
- fibrilații atriale;
- angină pectorală.